# نيكون أي أف دي أكس عين السمكة-نيكور 10.5ملم أف/2.8جي إي دي

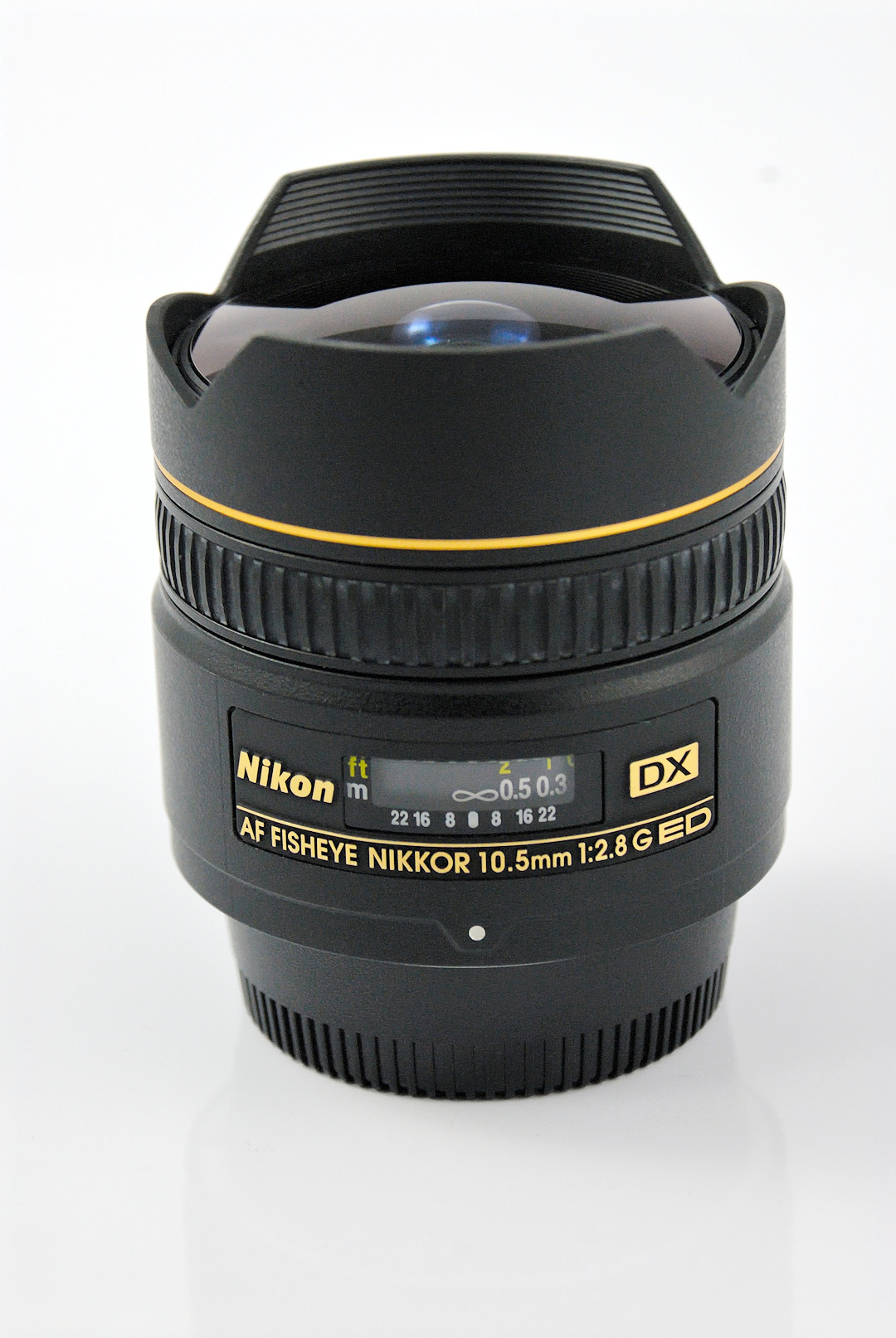
نيكون أي أف دي أكس عين السمكة-نيكور 10.5ملم أف/2.8جي إي دي

نيكون أي أف دي أكس فش آي-نيكور 10.5ملم أف/2.8جي إي دي (بالأنجليزية: Nikon AF DX Fisheye-Nikkor 10.5mm f/2.8G ED )
هي عدسة للتصوير الفوتوغرافي من نوع عين السمكة (Fisheye) مصنعه من قبل شركة نيكون تستخدم مع كاميرات نيكون الرقمية ذات العدسة الأحادية العاكسة (DSLR) ذات الحساس نوع دي أكس (DX Format). توفر هذه العدسة زاوية رؤية بقياس 180 درجة كاملة عند استعمالها مع كاميرات الدي أكس.

## مقدمة
أعلنت نيكون عن هذه العدسة في 22 تموز/يوليو 2003 وتعتبر أول عدسة من نوع برايم (ثابتة البعد البؤري) تقوم نيكون بتصنيعها خصيصا لكاميرات نيكون نوع دي أكس. تنتج العدسة صور عين سمكة مستطيلة مميزه تملئ بالكامل إطار كامرات الدي أكس (مقارنتا بعدسات عين السمكة الدائرية والتي تنتج صور دائرية أو كروية الشكل), هذه العدسة لا تدعم خاصية التركيز الآلي (Autofocus) في الطرز دي40 ودي40أكس ودي60 ودي3000 ودي5000 لكون هذه العدسة لا تحتوي في داخلها على محرك التركيز الآلي.

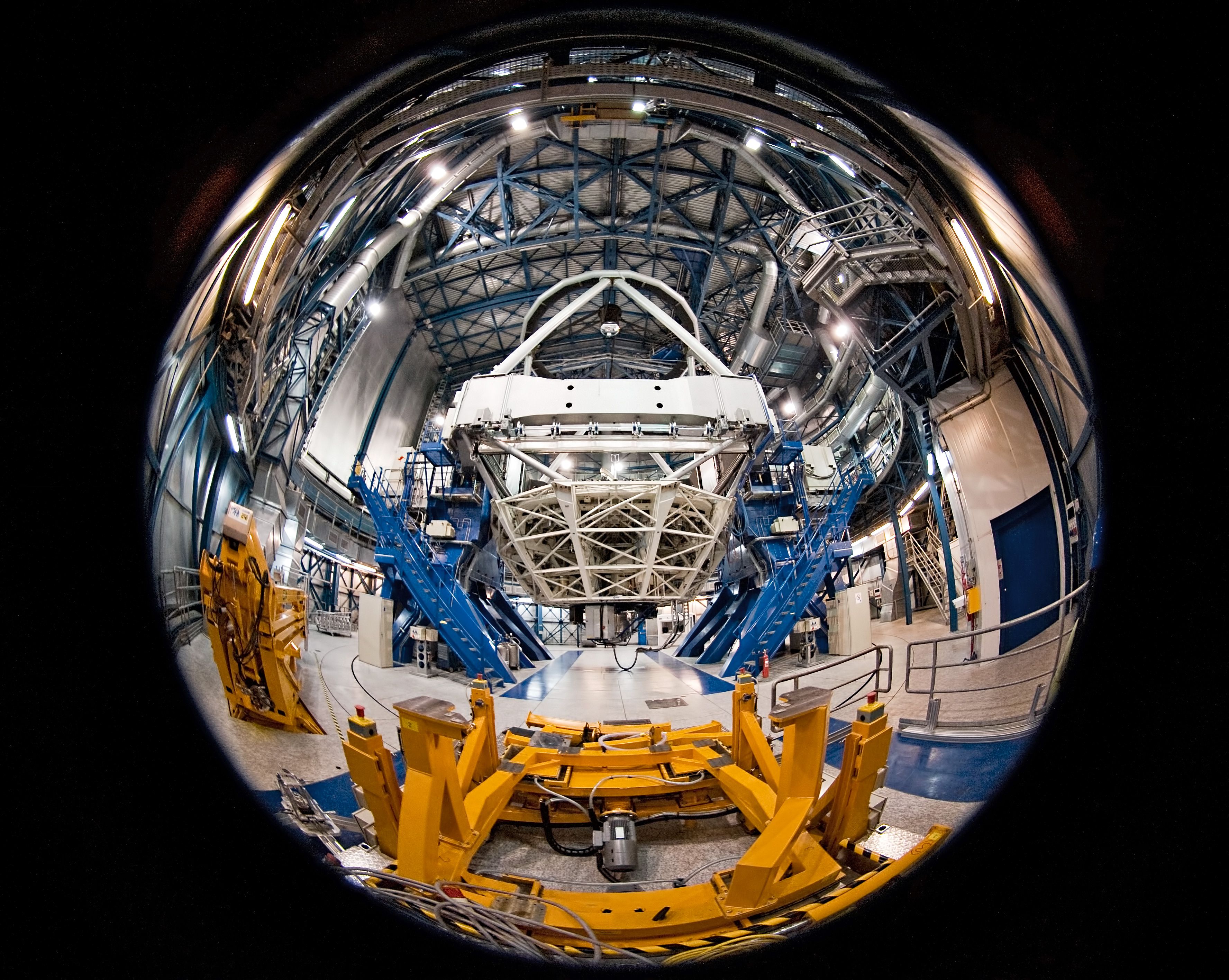
صورة ملتقطة بواسطة عدسة عين سمكة دائرية

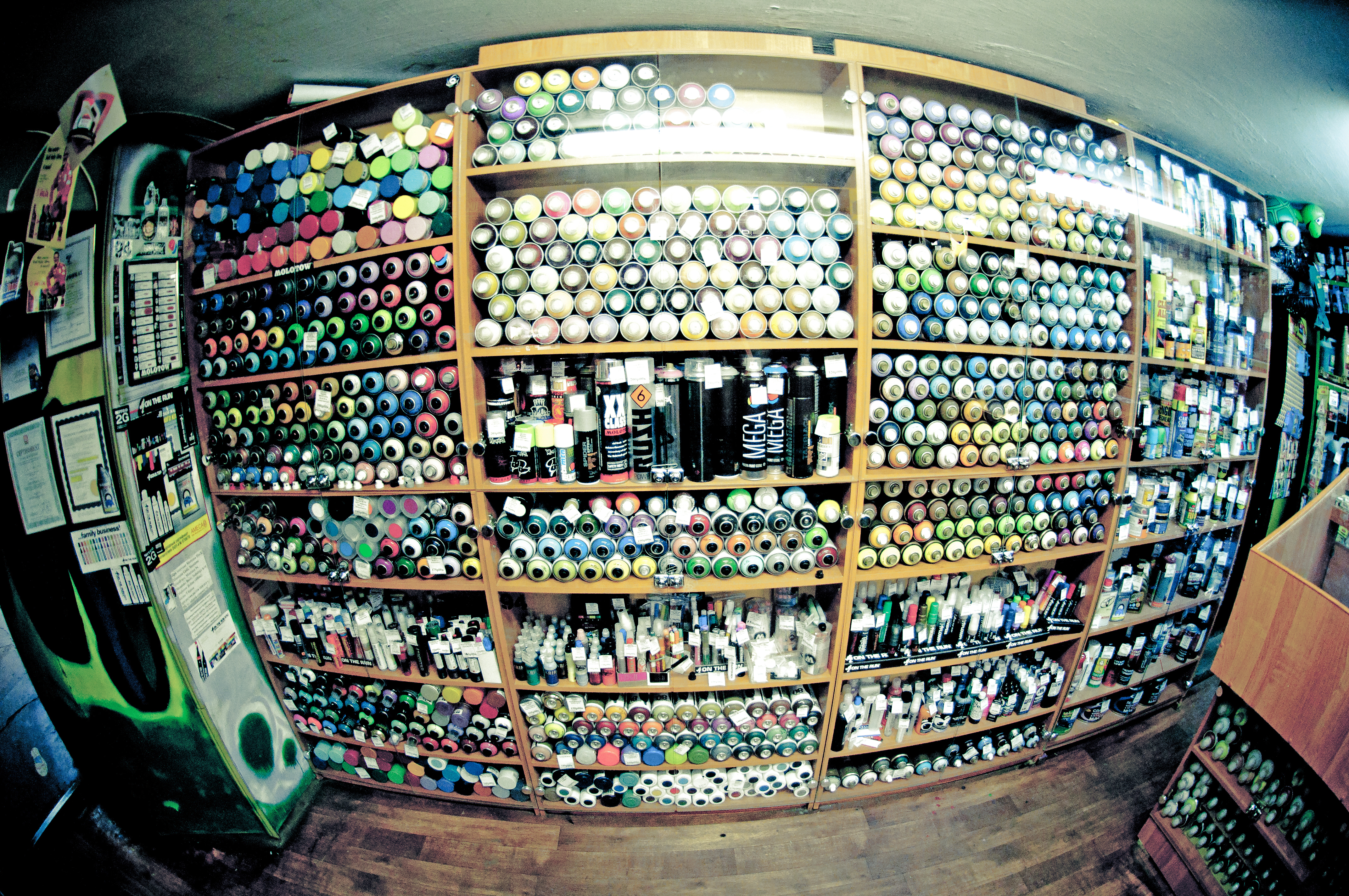
صورة ملتقطة بواسطة عدسة عين سمكة مستطيلة (ملىء-الإطار)

## أُنظر أيضا
- نيكون أي أف-أس دي أكس نيكور 35 ملم أف/1.8جي